# Heart of Stone (Album)
Heart of Stone ist das 19. Studioalbum der US-amerikanischen Pop-Sängerin Cher. Es wurde am 19. Juni 1989 über das Label Geffen Records veröffentlicht.

## Produktion und Gastbeiträge
An der Produktion von Heart of Stone waren sieben Produzenten beteiligt. Desmond Child, Peter Asher und Michael Bolton haben jeweils an der Produktion von drei Liedern mitgewirkt. John Lind produzierte zwei Titel: All Because of You und Kiss to Kiss. Guy Roche und Diane Warren produzierten lediglich If I Could Turn Back Time, obgleich Warren am Songwriting von sechs Titeln beteiligt war.
Der einzige Gastbeitrag auf dem Album kommt von Peter Cetera, welcher auf After All zu hören ist.

## Titelliste
| #  | Titel                                     | Songwriter                                                | Produzent               | Länge |
| -- | ----------------------------------------- | --------------------------------------------------------- | ----------------------- | ----- |
| 1  | If I Could Turn Back Time                 | Diane Warren                                              | Diane Warren, Guy Roche | 4:16  |
| 2  | Just Like Jesse James                     | Desmond Child, Diane Warren                               | Desmond Child           | 4:06  |
| 3  | You Wouldn’t Know Love                    | Michael Bolton, Diane Warren                              | Michael Bolton          | 3:30  |
| 4  | Heart of Stone                            | Andy Hill, Peter Sinfield                                 | Peter Asher             | 4:21  |
| 5  | Still in Love with You                    | Michael Bolton, Bob Halligan                              | Michael Bolton          | 3:08  |
| 6  | Love on a Rooftop                         | Desmond Child, Diane Warren                               | Peter Asher             | 4:22  |
| 7  | Emotional Fire                            | Desmond Child, Diane Warren, Michael Bolton               | Desmond Child           | 3:53  |
| 8  | All Because of You                        | John Lind, Sue Schifrin                                   | John Lind               | 3:30  |
| 9  | Does Anybody Really Fall in Love Anymore? | Jon Bon Jovi, Richie Sambora, Desmond Child, Diane Warren | Desmond Child           | 4:12  |
| 10 | Starting Over                             | Michael Bolton, Jonathan Cain                             | Michael Bolton          | 4:09  |
| 11 | Kiss to Kiss                              | John Lind, Mary D'astugues, Phil Galdston                 | John Lind               | 4:23  |
| 12 | After All                                 | Tom Snow, Dean Pitchford                                  | Peter Asher             | 4:07  |

## Kommerzieller Erfolg

### Chartplatzierungen
Heart of Stone debütierte in den Billboard 200 am 22. Juli 1989 auf Platz 88. In der Woche zum 14. Oktober 1989 erreichte der Tonträger, nach 13 Wochen in den Charts, den zehnten Platz der amerikanischen Albumcharts. In den deutschen Albumcharts stieg Heart of Stone am 12. März 1990 auf Platz 76 ein und erreichte seine Höchstposition von Platz 19 am 26. März 1990. Des Weiteren erreichte der Tonträger die Spitze der Charts u. a. in Australien.

#### Album
| ChartsChartplatzierungen       | Höchstplatzierung | Wochen |
| ------------------------------ | ----------------- | ------ |
| Deutschland (GfK)              | 19 (18 Wo.)       | 18     |
| Österreich (Ö3)                | 15 (14 Wo.)       | 14     |
| Vereinigte Staaten (Billboard) | 10 (53 Wo.)       | 53     |
| Vereinigtes Königreich (OCC)   | 7 (82 Wo.)        | 82     |

#### Singles
| Jahr | Titel                     | Höchstplatzierung, Gesamtwochen, AuszeichnungChartplatzierungen (Jahr, Titel, , Platzierungen, Wochen, Auszeichnungen, Anmerkungen) | Höchstplatzierung, Gesamtwochen, AuszeichnungChartplatzierungen (Jahr, Titel, , Platzierungen, Wochen, Auszeichnungen, Anmerkungen) | Höchstplatzierung, Gesamtwochen, AuszeichnungChartplatzierungen (Jahr, Titel, , Platzierungen, Wochen, Auszeichnungen, Anmerkungen) | Höchstplatzierung, Gesamtwochen, AuszeichnungChartplatzierungen (Jahr, Titel, , Platzierungen, Wochen, Auszeichnungen, Anmerkungen) | Anmerkungen                                               |
| Jahr | Titel                     | DE | AT | UK | US | Anmerkungen                                               |
| ---- | ------------------------- | --- | --- | --- | --- | --------------------------------------------------------- |
| 1989 | After All                 | — | — | UK84 (3 Wo.)UK | US6 Gold · (20 Wo.)US | Erstveröffentlichung: 21. Februar 1989 feat. Peter Cetera |
| 1989 | If I Could Turn Back Time | DE16 (18 Wo.)DE | AT14 (14 Wo.)AT | UK6 Silber · (15 Wo.)UK | US3 Gold · (23 Wo.)US | Erstveröffentlichung: 21. August 1989                     |
| 1989 | Just Like Jesse James     | DE38 (15 Wo.)DE | — | UK11 (11 Wo.)UK | US8 (18 Wo.)US | Erstveröffentlichung: 9. Dezember 1989                    |
| 1990 | Heart of Stone            | — | — | UK43 (5 Wo.)UK | US20 (14 Wo.)US | Erstveröffentlichung: 26. März 1990                       |
| 1990 | You Wouldn’t Know Love    | — | — | UK55 (4 Wo.)UK | — | Erstveröffentlichung: 30. Juli 1990                       |

### Auszeichnungen für Musikverkäufe
| Professionelle Bewertungen | Professionelle Bewertungen |
| -------------------------- | -------------------------- |
| Kritiken                   |                            |
| Quelle                     | Bewertung                  |
| allmusic                   | [ 10 ]                     |

Heart of Stone wurde in den Vereinigten Staaten 1998 für über drei Millionen Verkäufe mit dreifach-Platin ausgezeichnet.
| Land/Region                  | Auszeichnungen für Musikverkäufe (Land/Region, Auszeichnung, Verkäufe) | Verkäufe  |
| ---------------------------- | ---------------------------------------------------------------------- | --------- |
| Australien (ARIA)            | 4× Platin                                                              | 280.000   |
| Kanada (MC)                  | 4× Platin                                                              | 400.000   |
| Neuseeland (RMNZ)            | Platin                                                                 | 15.000    |
| Schweden (IFPI)              | Gold                                                                   | 50.000    |
| Vereinigte Staaten (RIAA)    | 3× Platin                                                              | 3.000.000 |
| Vereinigtes Königreich (BPI) | Platin                                                                 | 300.000   |
| Insgesamt                    | 2× Gold · 13× Platin ·                                                 | 4.025.000 |

Hauptartikel: Cher/Auszeichnungen für Musikverkäufe